# Збаразький замок
Зба́разький за́мок — фортифікаційна оборонна споруда в місті Збараж Тернопільської області.
Розташований трохи осторонь від центру міста, у парку, на так званій Замковій горі.

## Старий замок
Перший Збаразький замок звів 1393 року князь Дмитро-Корибут на Княжій горі в нинішньому приміському селі Старий Збараж. Його зруйнували татари в 1474, 1598 роках.

## Спорудження нового замку

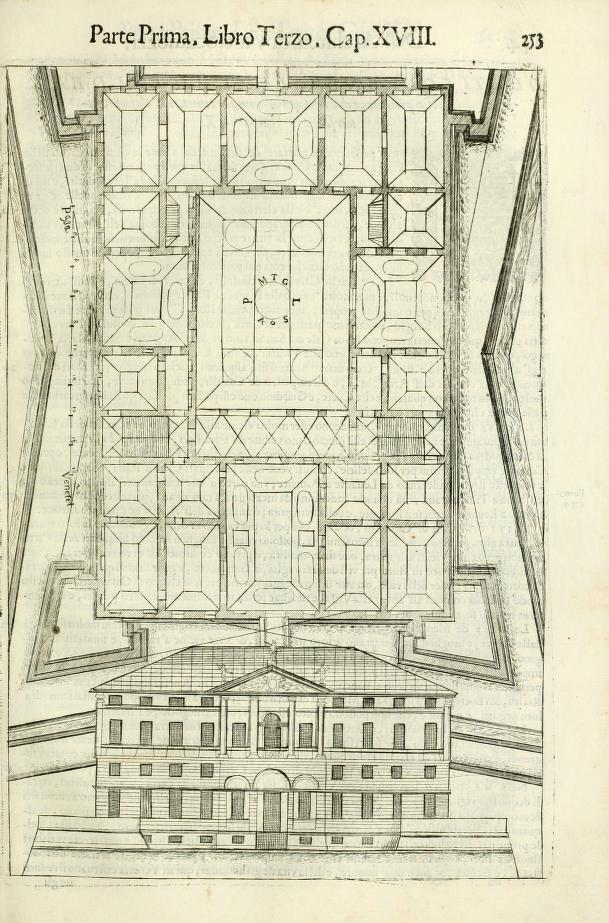
План

Замок споруджено у 1626–1631 роках за проєктом італійського архітектора Вінченцо Скамоцці під керівництвом військового інженера Андреа дель Аква, ймовірно, Г. ван Пеена коштом Христофора Збаразького. Проєкт замку В. Скамоцці спочатку описав у трактаті «Про ідею універсальної архітектури» (інший переклад — «Ідея загальної архітектури», Венеція, 1615 р.), потім був втілений у Збаражі.
1675 року замок захопили, спалили турки.

## Замок у XVII столітті
Загальний вигляд замку середини XVII століття відтворений на гравюрі голландця Вільгельма Гондіуса. Збаразький замок квадратний у плані, зведений на пагорбі. Цоколь мурований із каменю, верх — із цегли, стіни обкладені тесаним пісковиком. Товщина стін 2-го поверху сягає 175 см, на рівні верхнього підвалу — 105 см. Укріплення було оточене ровом 40 м, валом шириною 23 м. Рів за допомогою гідротехнічної системи наповнювали водою. З кожного бастіону на кутах ходи вели до палацу.
Зі сходу фортецю оточували ліси, стави й болота, із заходу і півночі — високі береги річки Гнізна, з півдня — крутий яр. За початковим планом бічні сторони мали дорівнювати діагоналі квадрата, проведеного по осі головного фасаду.

## Пізніші перебудови та руйнації
Влітку 1649 року коронне військо, укріпившись у таборі біля замку, витримало тривалу облогу козацько-селянського війська під проводом Б. Хмельницького і його союзників-татар. 1675 року фортецю пошкоджено турецько-татарським військом під проводом Ібрагіма Шишман-паші.
Сучасний ансамбль замкових споруд склався протягом ряду пізніших перебудов. У середині XIX століття тут працював цукровий завод, під керівництвом генерала Бема. 1896 року в замковому палаці відбулась пожежа. У 1920—1930-х роках, організацією польських офіцерів запасу було здійснено відповідні роботи з відбудови замкового палацу, з подальшими планами по пристосуванню його під гімназію. Ці плани не вдалося завершити через початок другої світової війни у 1939 році.

## Сучасність

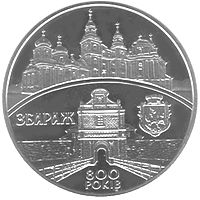
Реверс Ювілейної монети НБУ

Згодом — у 1984 році, тут відкрито молодіжний культурно-спортивний комплекс. За часів нової незалежності України, з 1994 року в палаці Збаразького замку розмістився  краєзнавчий музей. Цього ж року Збаразький замок став архітектурною пам'яткою, новоствореного Державного історико-архітектурного заповідника міста Збаража. В січні 2005 року заповіднику надано статус національного, з назвою: Національний заповідник «Замки Тернопілля», основним осередком якого став Збаразький замок.
Замок квадратний у плані, оточений з усіх боків болотами. Укріплення замку, які відображали найновіші досягнення європейського фортифікаційного мистецтва, складалися з казематових валів з ескарпами, чотирьох бастіонів і рову, який оточував весь замок.
На місці палацу — прямокутного в плані — раніше було внутрішнє подвір'я. Сам палац двоповерховий, кам'яний, потинькований, з характерними для ренесансу спрощеними формами. Головний вхід до будівлі підкреслює балкон на кам'яних консолях. Наріжні кути споруди прикрашені рустом. Дах із заломом.
Фасади казематів також виконані в ренесансних формах.
В'їзна вежа розташована на одній осі з парадним входом до палацу. П'ятигранні бастіони збереглись частково — на висоту куртини. В кожному з них були тунелі, що сполучали їх з казематами і замковим подвір'ям.
У повоєнний період в замку містилися карцери НКВС, де знищено десятки людей, тіла яких скидали до криниці на подвір'ї замку та заливали бетоном. На початку 1990-х років останки було перепоховано на цвинтарі місцевими мешканцями.
Від 1994 року 3баразький замок входить до комплексу споруд 3баразького державного історико-архітектурного заповідника.
У 2019 році Збаразький замок повністю відреставрували.
У 2021—2022 роках за програмою «Велика реставрація» оновили перехідний міст та внутрішні стіни рову, які прилягають до оборонного валу фортифікаційної споруди.

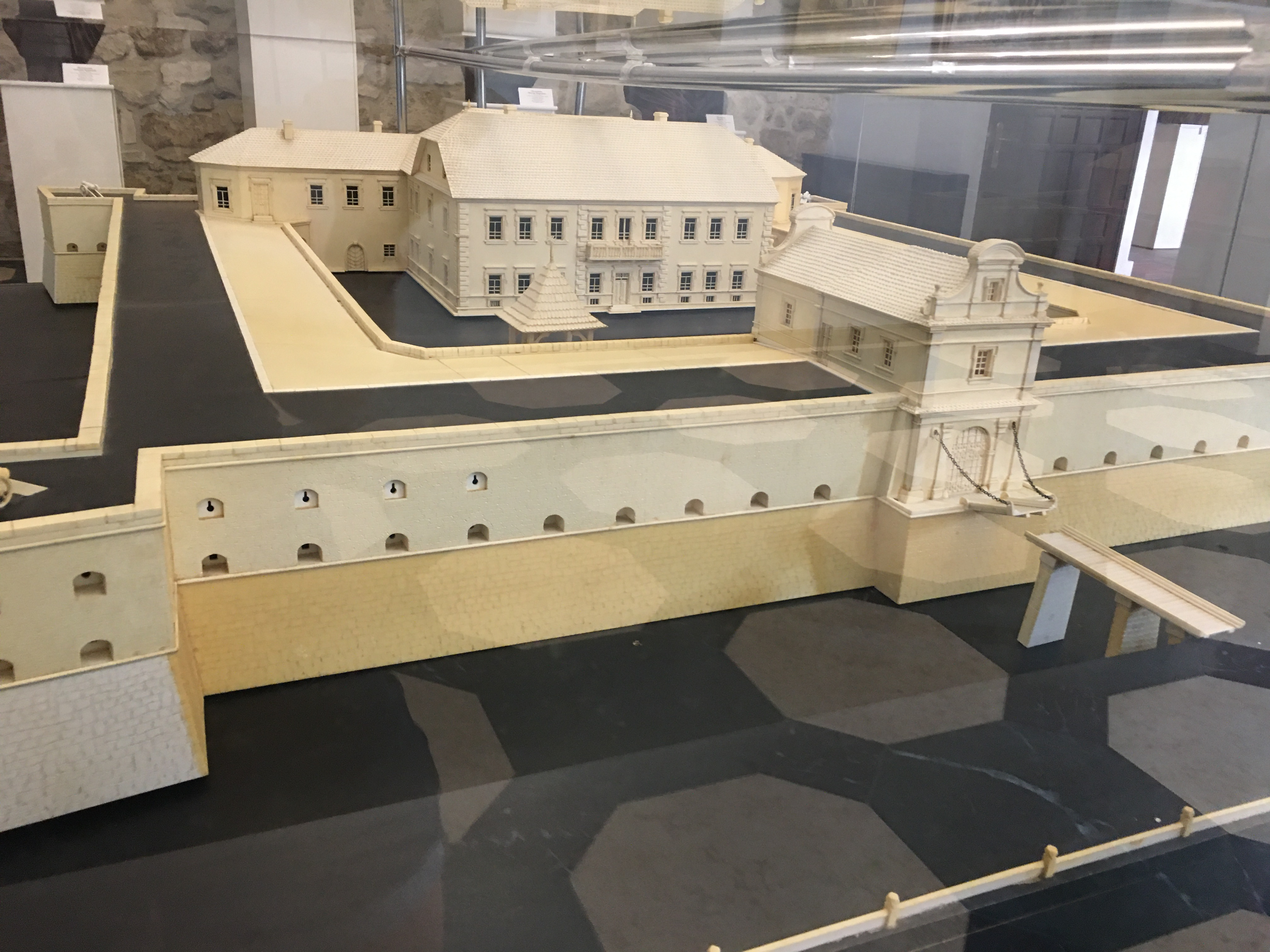
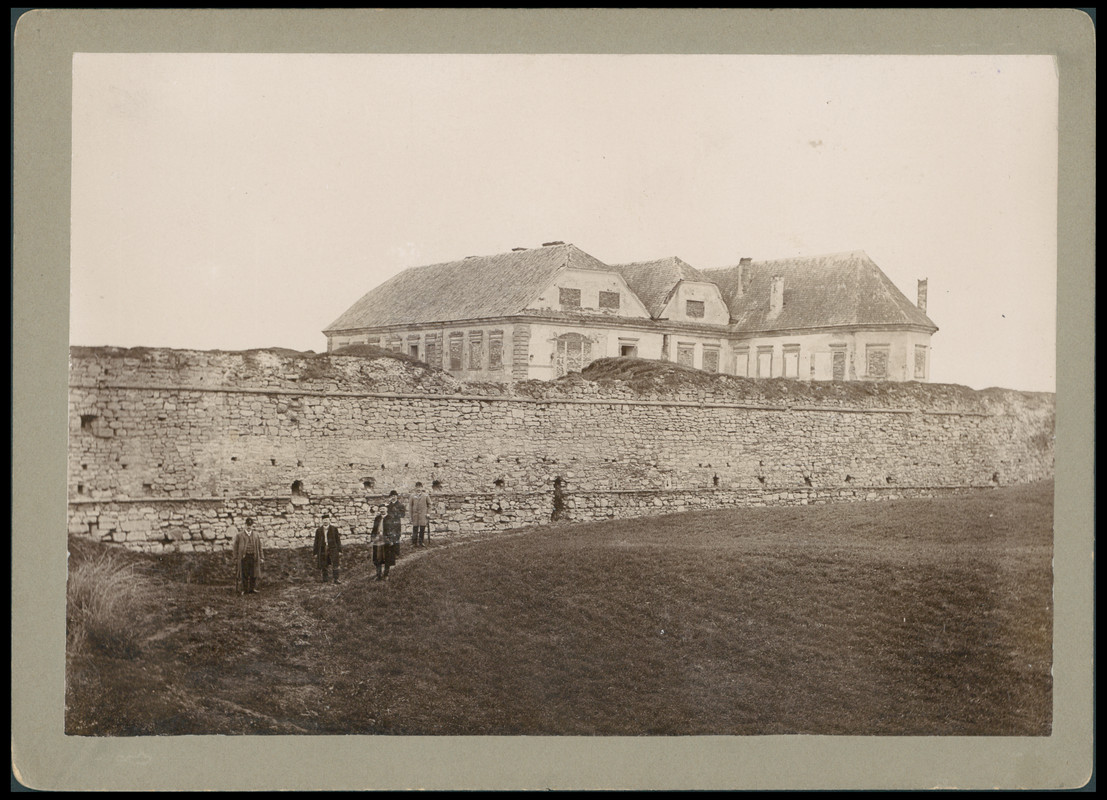
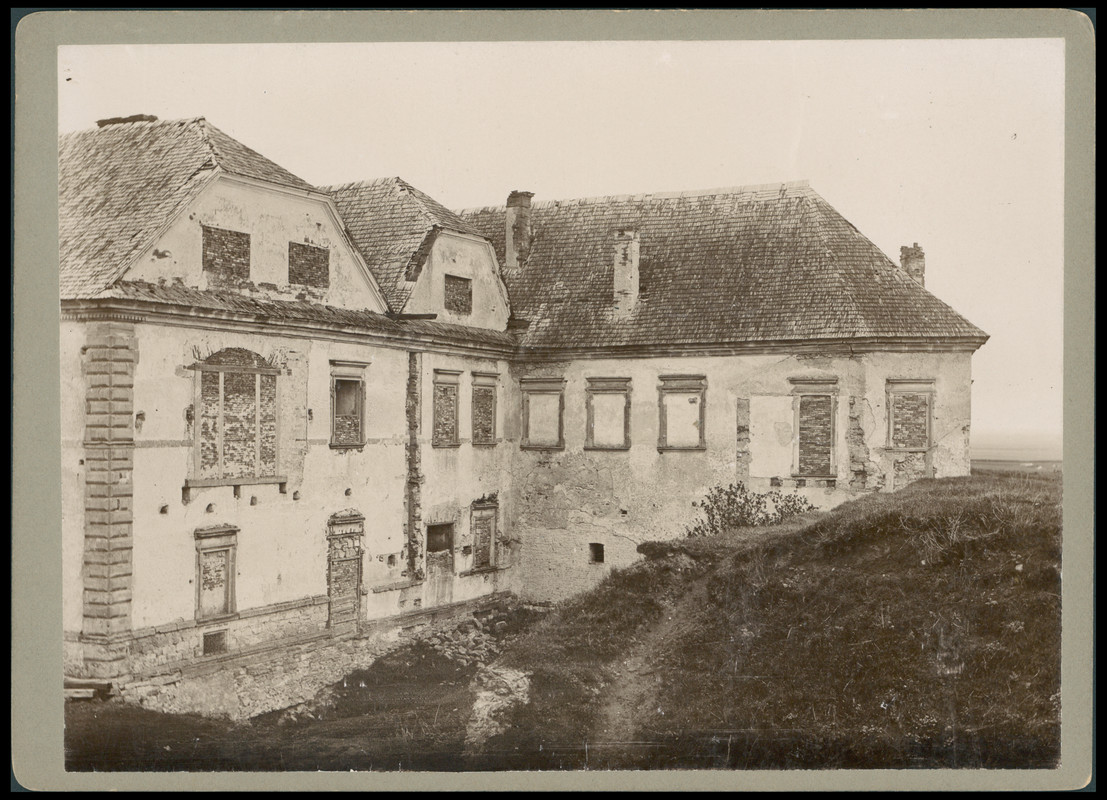
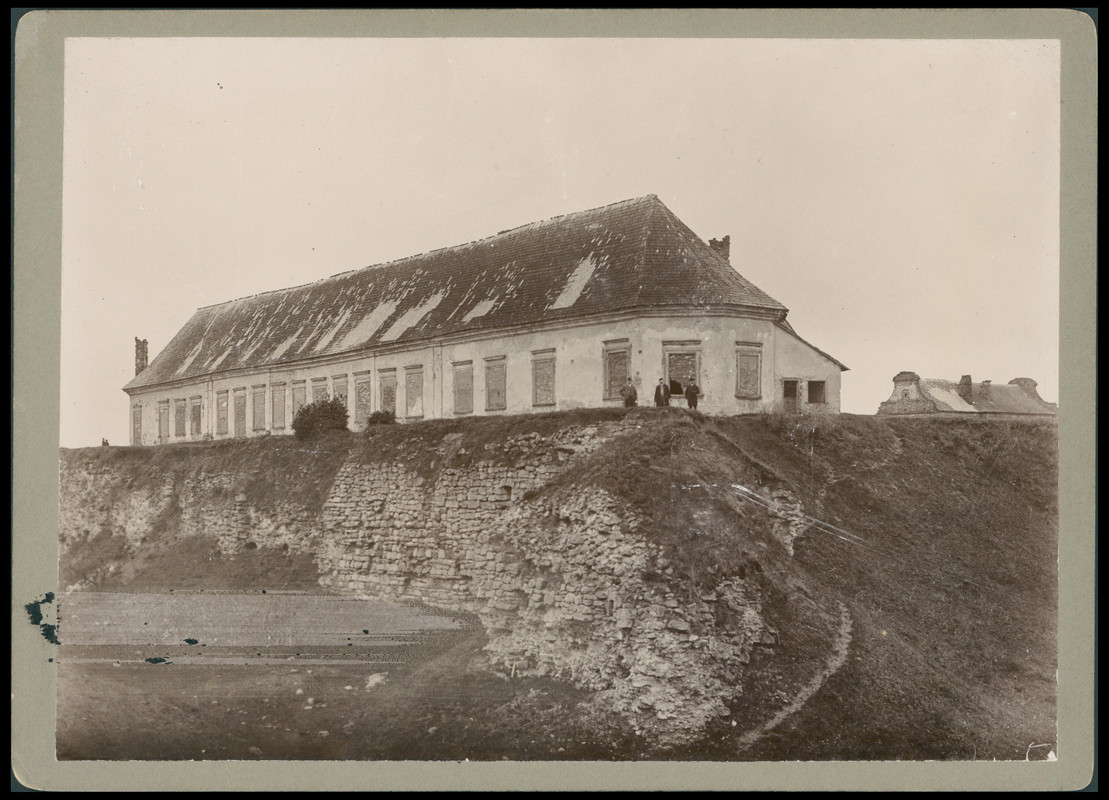
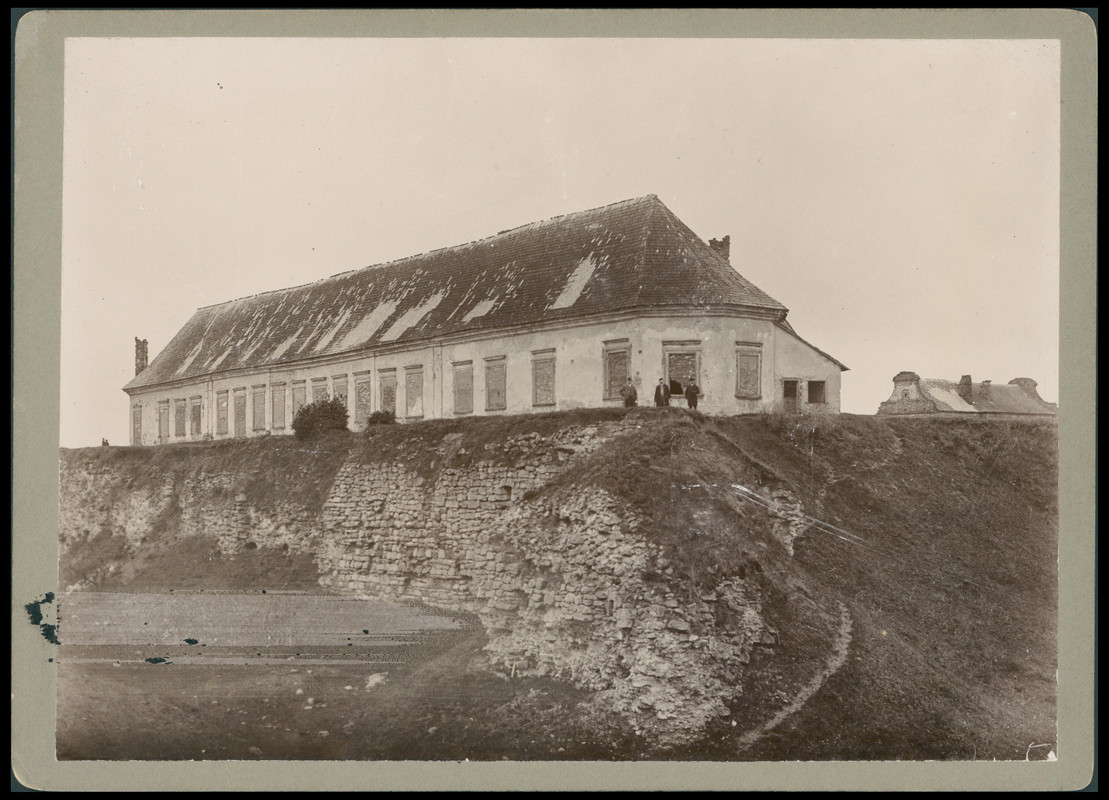

## Світлини

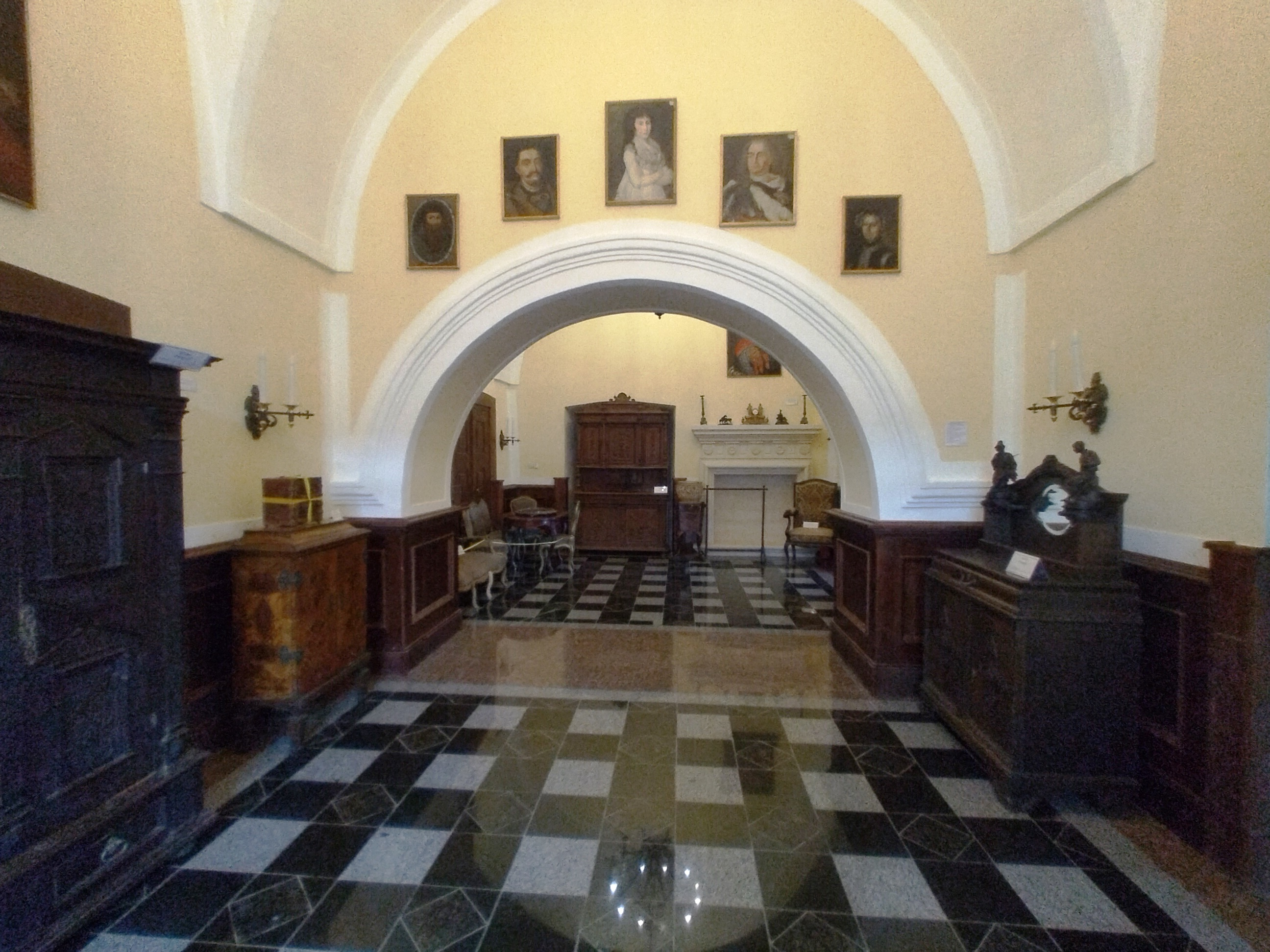
Одна із зал першого поверху
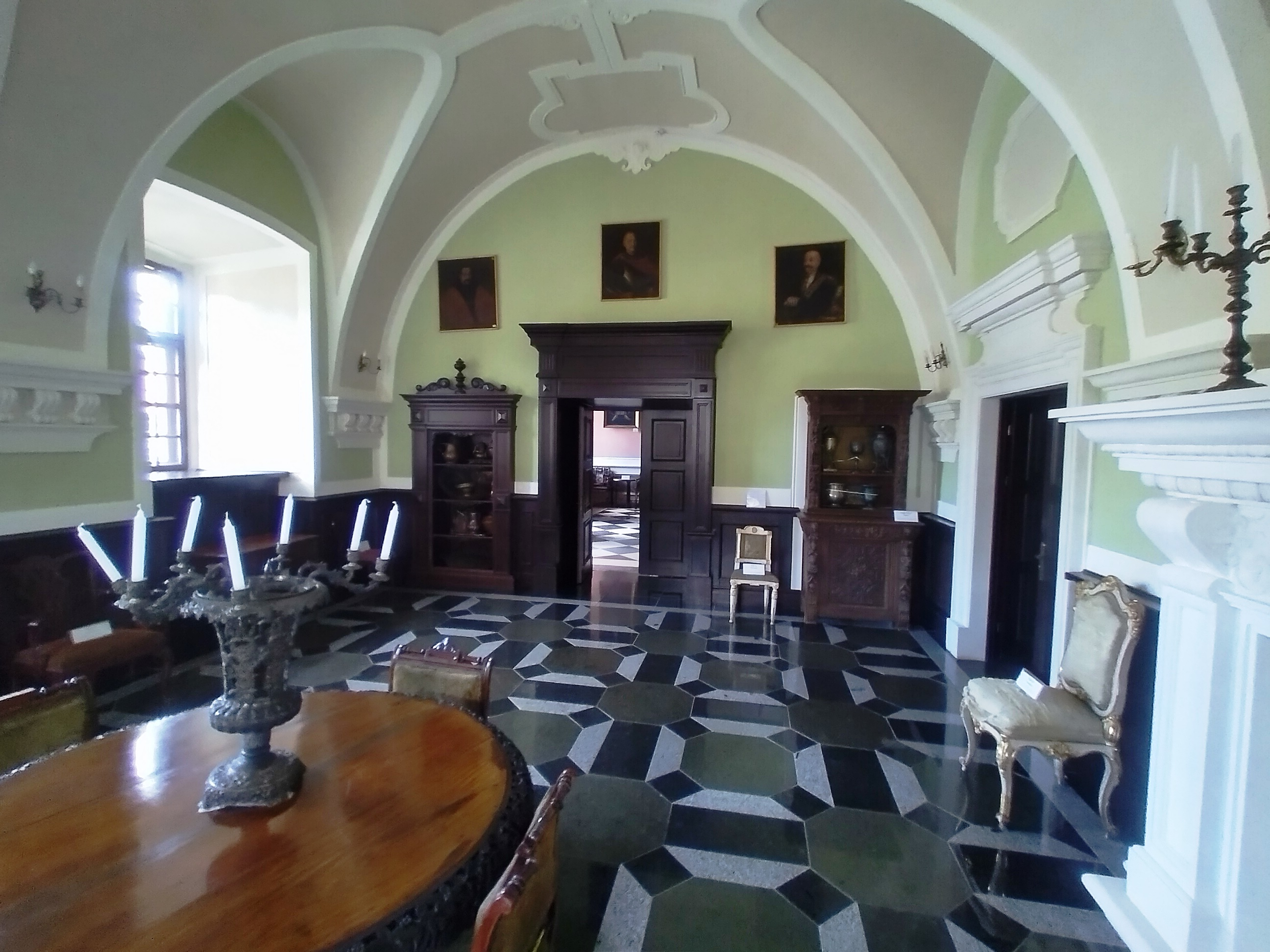
Інтер'єр першого поверху
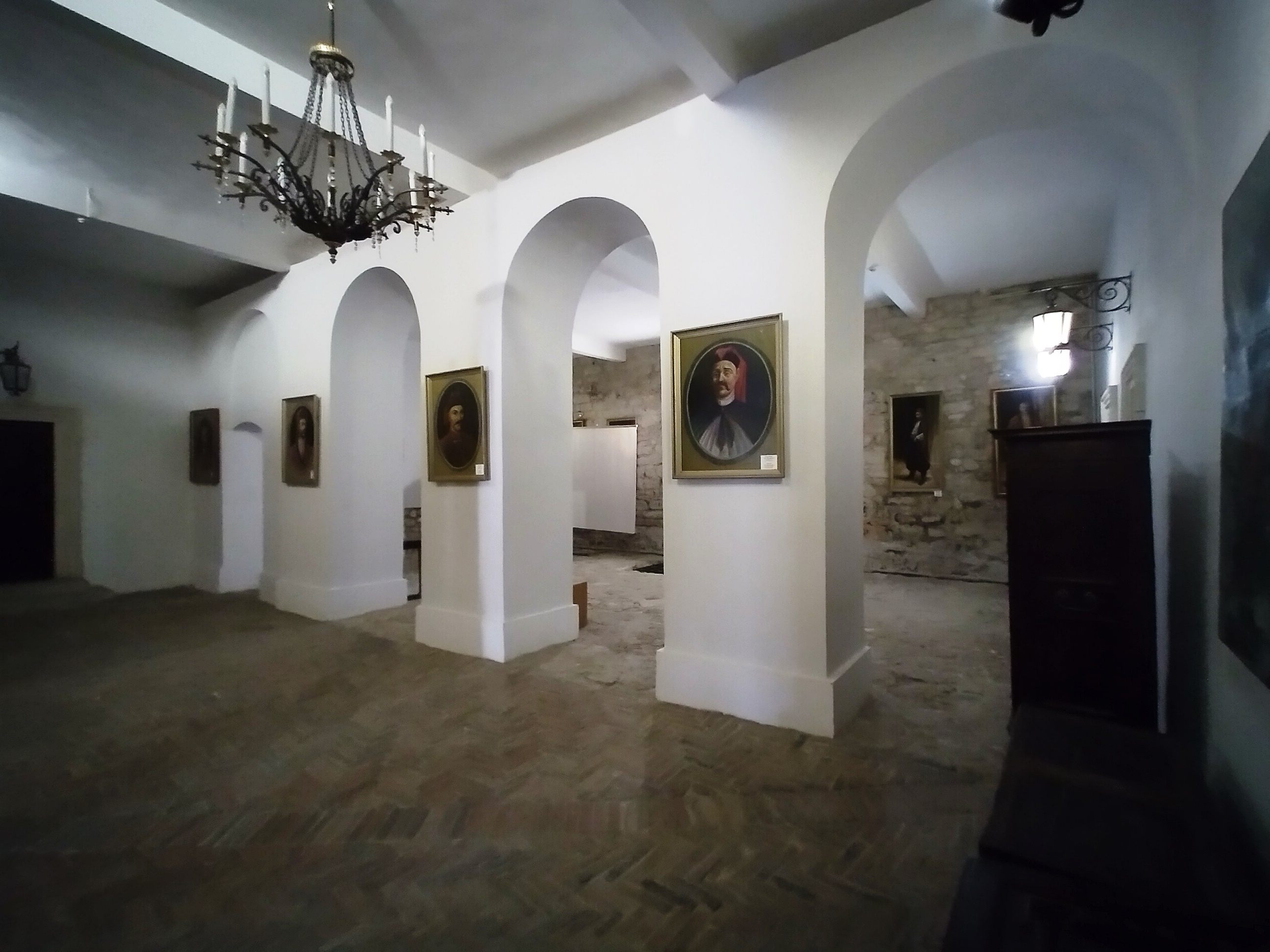
Зала Козацької слави
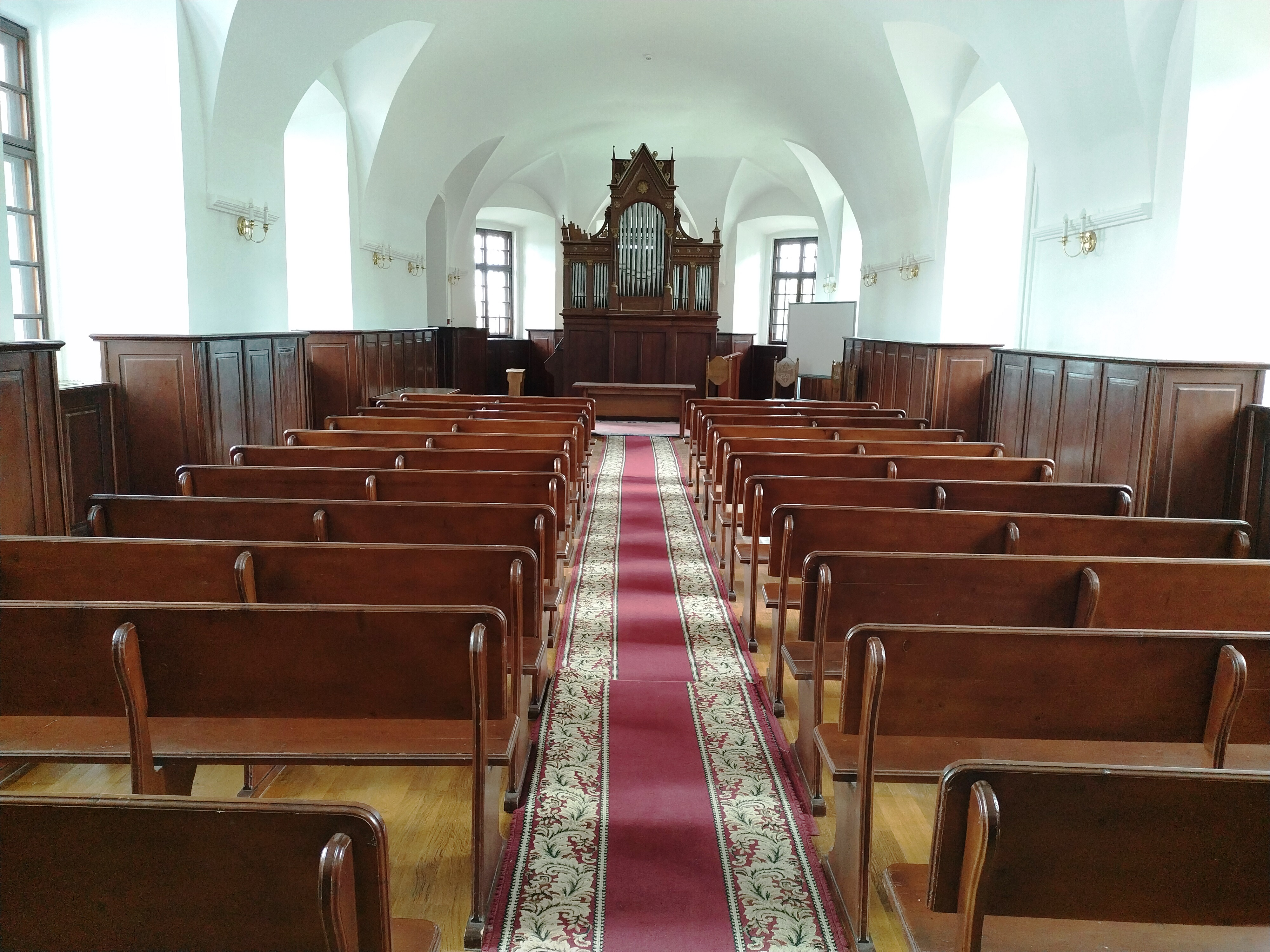
Органна зала
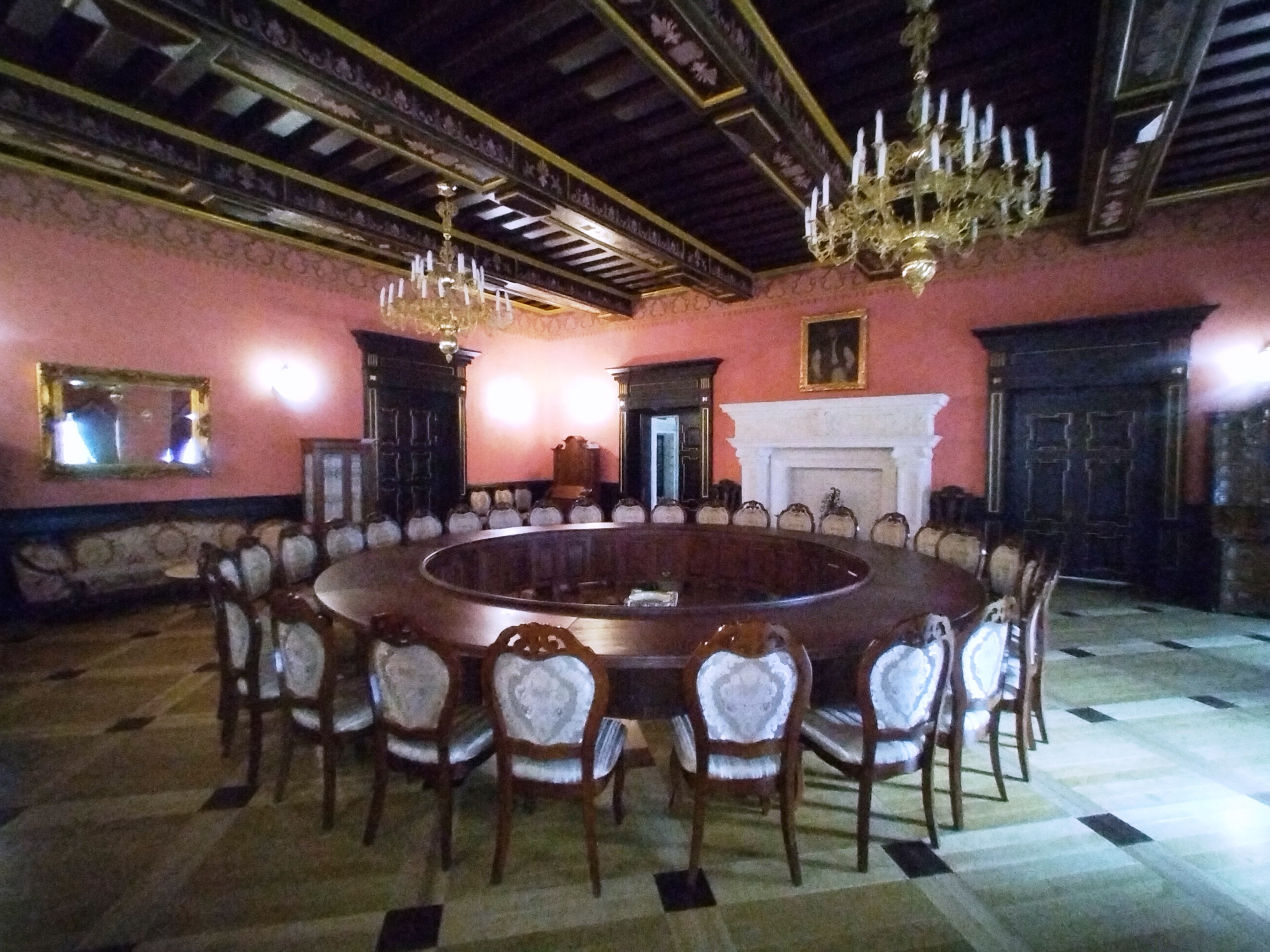
Вітальня
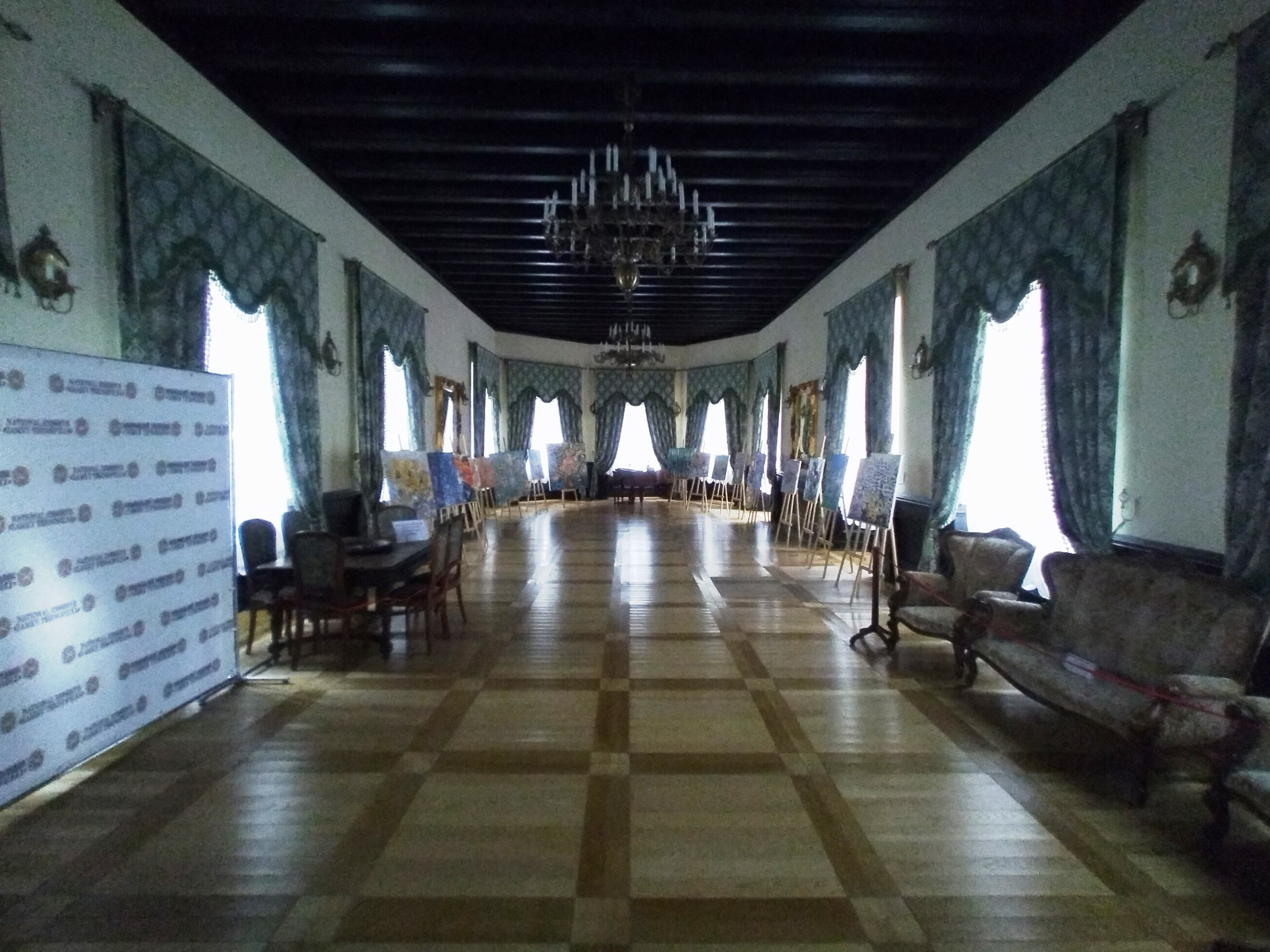
Одна із зал другого поверху
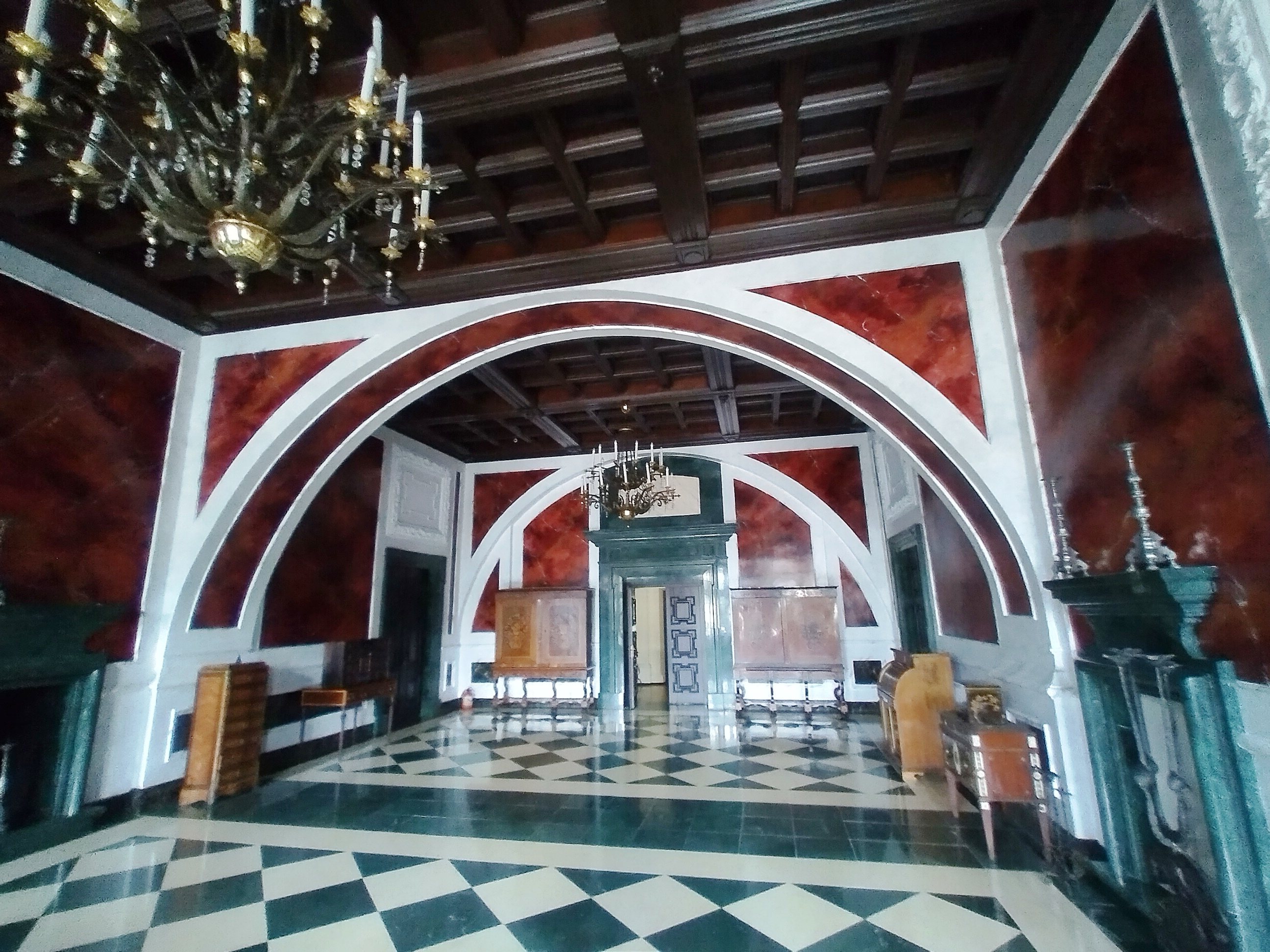
Інтер'єр другого поверху